# Anundsjö IF
El Anundsjö IF es un equipo de fútbol sueco, localizado en Bredbyn, a las afueras de Örnsköldsvik. El club, formado en 1921 y juega actualmente en la Division 2 Norrland, la cuarta categoría del país.